# Vrečka za peko
Vrečka za peko je vrečka narejena iz posebne plastične snovi, ki je odporna na višje temperature in pri povišani temperaturi ne izloča vonjav. Namenjena je pečenju jedi. Med peko se  iz jedi izloča para, tako da se jed istočasno peče in duši v pari. 
V vrečko se vloži vse sestavine, na primer meso in krompir in vrečko zapre. Dodajanje maščobe ni potrebno. Pred začetkom kuhanja je treba vrečko nekajkrat preluknjati s šivanko ali buciko, sicer jo para raztrga. 
Prednosti:
- ni potrebna maščoba
- krompir se nabere okusa in vonjav mesa
- kuhinjske vonjave (na primer pri pečenju rib) se ne širijo po vsem stanovanju
- ni potrebno čiščenje pečice in pekača

Pomanjkljivosti:
- vrečke so za enkratno uporabo
- meso ne dobi lepe skorjice